# 白虎拳
白虎挙（びゃっこけん）とは、中国武術の一種で南挙に属している。広東語で「白い虎の功夫」という意味である。

## 歴史
発祥時期は不明で、1723年に焼き討ちに遭った南派少林寺の僧侶の一人であるフン・ドゥ・ドゥクが創始したのが最初といわれている。彼は峨眉山で瞑想中に金色の座に就く女神と出会い、瞑想法の「ファエ・フン・スン・グン」を授けられ、人々に注意深く教えなくてはならないとし門外不出とした。現在は、逆挙などの南派中国武術の突きや蹴りなども含められ、脛や膝を多用する蹴り技が使われる。また瞑想や食事法、鉄掌の稽古に至るまで内容は広範囲にわたっている。